# Heide (Ruppichteroth)
Heide ist ein ehemaliger Ortsteil der Gemeinde Ruppichteroth. Heute gehört er zum Zentralort.

Das Dorf Ruppichteroth 1900 mit den ehemaligen Ortsteilen

## Lage
Heide liegt im Tal des Waldbrölbaches. Nachbarweiler waren Buch im Westen, Kesselscheid im Süden und Huppach im Norden.

## Geschichte
1644 gab es auf der Heide einen adeligen Hof der Freiherren von Scheidt genannt Weschpfennig. Dieser hatte im Bedarfsfall ein Pferd zu stellen und musste zwei Fuder Hafer abliefern.
1809 gab es in dem Weiler 21 katholische Einwohner. Damals gehörte der Ort zur Commüne Velken.
1901 hatte das damalige Dorf 14 Einwohner, die Familien der Ackerin Witwe Arnold Stommel und des Ackerers Franz Josef Stommel. 1910 war nur noch ein Ackerer Joh. Stommel verzeichnet.